# 합천 주필각·월화당
합천 주필각·월화당(陜川 駐蹕閣·月華堂)은 대한민국 경상남도 합천군 적중면에 있는, 월화당 노극복이 벼슬을 버리고 고향으로 돌아와 지내던 곳이다. 1990년 1월 16일 경상남도의 문화재자료 제173호로 지정되었다.

## 개요
월화당 노극복이 벼슬을 버리고 고향으로 돌아와 지내던 곳이다.
노극복은 조선 중기 학자로 어려서부터 문예가 뛰어났으며, 정온·심광세·임진무 등과 더불어 성리학을 깊게 연구하고 토론하였다. 그는 학식이 해박하여 인조(재위 1623∼1649)가 등용하였는데 벼슬이 이조정랑에까지 올랐다. 그러나 벼슬보다는 학문에 뜻을 두고 있던 선생은 벼슬을 버리고 초계에 있는 고향집으로 내려와 학문에만 전념하니, 왕이 그의 집을 ‘월화당’이라 하였다.
건물을 언제 세웠는지 기록은 없지만 숙종 21년(1695)에 후손들이 고쳐 세웠다는 기록이 있다.
앞면 4칸·옆면 2칸 규모이며, 지붕은 옆면에서 볼 때 여덟 팔(八)자 모양인 팔작지붕으로 꾸몄다.
주필각은 월화당 뒤쪽에 있는데, 인조가 말을 매어 놓았던 곳이라고 하며 역마가 머물던 곳이라고도 전한다.

## 참고 문헌
- 합천 주필각·월화당 - 국가유산청 국가유산포털